# Quận Wayne, Mississippi
Quận Wayne là một quận thuộc tiểu bang Mississippi, Hoa Kỳ.
Quận này được đặt tên theo Anthony Wayne. Theo điều tra dân số của Cục điều tra dân số Hoa Kỳ năm 2000, quận có dân số 21.216 người. Quận lỵ đóng ở Waynesboro6.

## Địa lý
Theo Cục điều tra dân số Hoa Kỳ, quận có diện tích 2107 km2, trong đó có 8 km2 là diện tích mặt nước.

### Các xa lộ chính
- U.S. Highway 45
- U.S. Highway 84
- Mississippi Highway 63

### Quận giáp ranh
- Quận Quận Clarke (bắc)
- Quận Choctaw, Alabama (đông bắc)
- Quận Washington, Alabama (đông nam)
- Quận Quận Greene (nam)
- Quận Quận Perry (tây nam)
- Quận Quận Jones (tây)
- Quận Quận Jasper (tây bắc)

### Thông tin nhân khẩu
Theo điều tra dân số 2 năm 2000, đã có 21.216 người, 7.857 hộ gia đình, và 5.853 gia đình sống trong quận hạt. Mật độ dân số là 26 người trên một dặm vuông (10/km ²). Có 9.049 đơn vị nhà ở với mật độ trung bình là 11 trên một dặm vuông (4/km ²). Cơ cấu điểm chủng tộc của quận đã được 61,29% người da trắng, 38,01% da đen hay Mỹ gốc Phi, 0,07% người Mỹ bản xứ, 0,15% châu Á, Thái Bình Dương 0,01%, 0,13% từ các chủng tộc khác, và 0,33% từ hai hoặc nhiều chủng tộc. 0,63% dân số là người Hispanic hay Latino thuộc một chủng tộc nào.
Có 7.857 hộ, trong đó 37,70% có trẻ em dưới 18 tuổi sống chung với họ, 53,00% là đôi vợ chồng sống với nhau, 17,20% có nữ hộ và không có chồng, và 25,50% là các gia đình không. 23,10% hộ gia đình đã được tạo ra từ các cá nhân và 9,70% có người sống một mình 65 tuổi hoặc lớn tuổi hơn là người. Cỡ hộ trung bình là 2,67 và cỡ gia đình trung bình là 3,15.
Trong quận, độ tuổi dân số được trải ra với 29,20% dưới độ tuổi 18, 9,70% 18-24, 27,60% 25-44, 21,70% từ 45 đến 64, và 11,70% từ 65 tuổi trở lên người. Độ tuổi trung bình là 34 năm. Đối với mỗi 100 nữ có 91,50 nam giới. Đối với mỗi 100 nữ 18 tuổi trở lên, đã có 87,70 nam giới.
Thu nhập trung bình cho một hộ gia đình trong quận đạt 25.918 USD, và thu nhập trung bình cho một gia đình là 30.513 USD. Phái nam có thu nhập trung bình 27.139 USD so với 16.680 USD của phái nữ. Thu nhập bình quân đầu người là 12.757 USD. Giới 21,40% gia đình và 25,40% dân số sống dưới mức nghèo khổ, bao gồm 32,70% những người dưới 18 tuổi và 21,90% của những người 65 tuổi hoặc hơn.